# Єжи Кулей
Єжи Здзіслав Кулей (пол. Jerzy Zdzisław Kulej; 19 жовтня 1940 року, Ченстохова, Польща — 13 липня 2012 року, Варшава, Польща) — польський боксер, дворазовий олімпійський чемпіон (1964, 1968), чемпіон Європи серед аматорів.

## Спортивна кар'єра
8-разовий чемпіон Польщі у першій напівсередній вазі (до 63,5 кг). Всього провів 348 боїв, з яких 317 виграв, 23 програв і 8 звів внічию.
Першим великим успіхом спортсмена стала перемога на чемпіонаті Європи 1963 р. в Москві, коли він переміг Вільфріда Рюля (НДР), Ладислава Гецея (Чехословаччина), Герхарда Дітера (ФРН), а у фіналі — радянського боксера Алоїза Туміньша.
На Олімпійських іграх у Токіо виграв золото.
- В 1/16 фіналу переміг Роберто Амаю (Аргентина) — 5-0
- В 1/8 фіналу переміг Річарда Мактаггарта (Велика Британія) — 4-1
- В 1/4 фіналу переміг Йосифа Михалича (Румунія) — 4-1
- В 1/2 фіналу переміг Едварда Блея (Гана) — 5-0
- У фіналі переміг Євгена Фролова (СРСР) — 5-0

У 1965 р. завоював другий титул чемпіона Європи в Берліні, здобувши перемоги над Джоном Гокінсом (Англія), Євгеном Фроловим (СРСР), Ерманно Фазолі (Італія) і вигравши фінал у данця Пребена Расмуссена.
На чемпіонаті Європи 1967 р. в Римі став срібним призером, після перемог над Томасом Джойсом (Шотландія), Владіміром Кучерою (Чехословаччина) і Яношем Кайді (Угорщина) поступившись у фіналі радянському боксеру Валерію Фролову.
На Олімпійських іграх у Мехіко виграв своє друге олімпійське золото.
- В 1/16 фіналу переміг Яноша Кайді (Угорщина) — 3-2
- В 1/8 фіналу переміг Джамбаттиста Капретті (Італія) — 4-1
- В 1/4 фіналу переміг Петера Тіпольда (НДР) — 3-2
- В 1/2 фіналу переміг Арто Нільссона (Фінляндія) — 5-0
- У фіналі переміг кубинця Енріке Регуейфероса — 3-2

Це дозволило спортсмену стати на той момент третім боксером в історії, якому вдалося завоювати більше, ніж одне олімпійське золото.
Після закінчення виступів на рингу перейшов на тренерську роботу. У 2001—2005 роках — член польського Сейму від Союзу демократичних лівих сил.